# Klaus H. Kiefer
Klaus H. Kiefer (* 2. März 1947 in Karlsruhe) ist ein deutscher Germanist.

## Leben
Nach dem Abitur 1966 in Karlsruhe studierte er Germanistik und Romanistik (1968–1974) in Heidelberg, Paris und München. Nach der Promotion in Neuerer deutscher Literaturwissenschaft 1977 (bei Walter Müller-Seidel), dem Referendariat und dem zweiten Staatsexamen 1979 war er DAAD-Lektor in Westafrika (1980–1982). Anschließend war er Mitarbeiter am Lehrstuhl für Neuere deutsche Literaturwissenschaft und Deutschdidaktik (Walter Gebhard) an der Universität Bayreuth. Nach der Habilitation in Neuerer deutscher Literaturwissenschaft 1989 wurde er außerplanmäßiger Professor 1997. Von 2000 bis 2012 war er Lehrstuhlinhaber des Lehrstuhls für Didaktik der deutschen Sprache und Literatur und Didaktik des Deutschen als Zweitsprache an der Ludwig-Maximilians-Universität München.
Seine Forschungsschwerpunkte sind Literaturgeschichte: 18. Jahrhundert bis Gegenwart, Literatur und die anderen Künste, Semiotik, interdisziplinäre und interkulturelle Fragestellungen, Sprach-, Literatur- sowie Mediendidaktik, ethische und ästhetische Erziehung.

## Schriften (Auswahl)
- Wiedergeburt und Neues Leben. Aspekte des Strukturwandels in Goethes Italienischer Reise. Bonn 1978.
- Laokoon – Bryophyllum – Cagliostro. Empirie und Geschichte. Ein didaktischer Versuch zu Goethe. Bern 1979.
- Ästhetik – Semiotik – Didaktik. Differenzierte Wahrnehmung als Prinzip ästhetischer Erziehung. Ein Problemaufriß. Tübingen 1982.
- Avantgarde – Weltkrieg – Exil. Materialien zu Carl Einstein und Salomo Friedlaender/Mynona. Bern 1986.
- Diskurswandel im Werk Carl Einsteins. Ein Beitrag zur Theorie und Geschichte der europäischen Avantgarde. Tübingen 1994. korr. u. überarb. Fassung 2015:
- mit Margit Riedel: Dada, Konkrete Poesie, Multimedia – Bausteine zu einer transgressiven Literaturdidaktik. Frankfurt am Main 1998.
- „Die famose Hexen-Epoche“ – Sichtbares und Unsichtbares in der Aufklärung. Kant – Schiller – Goethe – Swedenborg – Mesmer – Cagliostro. München 2004
- Die Lust der Interpretation – Praxisbeispiele von der Antike bis zur Gegenwart. Baltmannsweiler 2011.